# Macarena (poort)
De Macarena (voluit: Puerta de la Macarena) is een stadspoort in de wijk Macarena in de Spaanse stad Sevilla. De poort is gelegen aan de stadsringweg, de straat calle Resolana. De poort maakte deel uit van de stadsmuur van Sevilla (Murallas de Sevilla) waarvan alleen het noordelijke deel is overgebleven.
De poort deelt haar naam met de Basílica de la Macarena, waar het beeld Esperanza Macarena zich bevindt.